# 真理的福音
真理的福音是其中一份收錄在拿戈瑪第經集的基督教新約經外作品（或被稱為偽經）。這文本是收錄在經集中的第一本抄本，後來此抄本被送絡榮格作為他的八十歲生日禮物，所以拿戈瑪第經集的第一冊抄本又被稱為榮格抄本。
愛任紐反對文本中的諾斯底內容，並聲稱這是異端。他指這福音書是由華倫提努的門徒所寫，而不少學者皆認同此說法，因為此福音書與其他由瓦倫廷及其門徒的作品有相似之處。

## 外部連結
- Text of the Gospel of Truth （页面存档备份，存于）